# Gervais Randrianarisoa
Gervais Randrianarisoa (7 novembre 1984) è un calciatore malgascio, difensore del Saint-Pierroise e della Nazionale malgascia.

## Carriera

### Club
Ha giocato nel campionato malgascio e reunionese.

### Nazionale
Ha esordito in nazionale nel 2005, venendo poi convocato per la Coppa d'Africa 2019.

## Palmares
- Coppa del Madagascar: 1

2006